# Бикада-Нгуома
Бикада-Нгуома — река на Таймырском полуострове. Расположена в Таймырском Долгано-Ненецком районе Красноярского края России. Длина — 64 км, с рекой Малахайтари — 256 км. Площадь бассейна — 14200 км².
Берёт начало при слиянии рек Нюнькаракутари и Малахайтари. Впадает в залив Ямунеру озера Таймыр.
В дельте реки находится множество малых островов, таких как остров Отдельный и остров Озёрный.
У устья, на правом берегу, расположен вольер для овцебыков.

## Гидрография
По порядку от истока к устью:

← левый приток
→ правый приток
→ протока Бикада
← Холидье-Тари
← Нюрайтари
→ Нъенъгатиатари